# Никола Странджански
Никола Странджански е български преводач и журналист.

## Биография
Роден е през 1932 година в с. Зидарово, Бургаско. Умира на 7 септември 2009 г. в гр. София. Средно образование завършва в Бургас, след което е приет във военното училище за преводачи „Баба Тонка“ в София. Завършва и института по Международен и стопански туризъм във Варна. За пръв път негови стихове са отпечатани във вестник „Литературен фронт“ през 1952 година. От 1955 до 1972 година работи без прекъсване, като журналист и като кореспондент на емисиите на радио Варна на чужди езици.
Бил е член на Есперантската секция на международния ПЕН клуб в Женева, секретар на Съюза на свободните писатели в България и председател на филиала му в Бургас.
Никола Странджански е полиглот, преводач. От български на есперанто е превел книгите на експрезидента на Република България д-р Желю Желев" „Фашизмът“ и „Релационната теория“ и от есперанто на български „Фаноменът Швейцария“ от д-р Артур Баур, „Реторика“ или методика за оратори от академик професор д-р Иво Лапена. Освен есперанто Никола Странджански владее и немски, френски, шведски, руски, гръцки. Негови творби са печатани във Виетнам, Норвегия, Северна Македония, Русия и др.
Автор е на тетралогията „Сага за малкия българин и голямото българско безвремие“, на театрални пиеси и стихосбирки. Бил е уредник е на алманах „Бризове“ – Бургас и директор на издателска къща „Меценатиздат“.
За цикъла романи от тетралогията си „Сага за малкия българин и голямото българско безвремие“ става носител на званието „Народен будител“, на званието почетен гражданин на Бургас. Носител е на орден „13 века България“ и на наградата „Пенчо Славейков“, отличен е със златни и бронзови отличия за преводи от немски, руски, френски и гръцки език.